# 趙宗綽
趙宗綽（1035年—1096年），北宋宗室。宋太宗曾孙，赵元份之孙，赵允让第十六子，宋英宗的弟弟。
元丰六年（1083年），趙宗綽以彰武軍留后升任為建寧軍節度使、建安郡王。紹聖二年（1095年）赵宗綽嗣濮王，官至河陽三城節度使、檢校司徒。紹聖三年二月去世，年六十二岁，贈太師，追封榮王，謚孝靖。

## 诸子
- 赵仲糜，襄王，谥康孝
- 赵仲誉，高密郡公
- 赵仲漼，右武卫大将军、濮王、防御使
- 赵仲灿，右千牛卫将军、赠左屯卫大将军